# Limbă polisintetică
În tipologia lingvistică, limbile polisintetice (din greacă πολύς „multe” și σύνθεσις „punând împreună”), numite anterior limbi holofrastice, sunt limbi puternic sintetice, adică limbi în care cuvintele sunt compuse din numeroase morfeme (părți ale cuvintelor care au sens independent, dar care pot sau nu pot apărea de sine stătător). Sunt limbi foarte puternic flexionare. Limbile polisintetice au, de obicei, „cuvinte-propoziție” lungi, precum cuvântul în limba yupik tuntussuqatarniksaitengqiggtuq:
| tuntussuqatarniksaitengqiggtuq                       | tuntussuqatarniksaitengqiggtuq | tuntussuqatarniksaitengqiggtuq | tuntussuqatarniksaitengqiggtuq | tuntussuqatarniksaitengqiggtuq | tuntussuqatarniksaitengqiggtuq | tuntussuqatarniksaitengqiggtuq |
| ---------------------------------------------------- | ------------------------------ | ------------------------------ | ------------------------------ | ------------------------------ | ------------------------------ | ------------------------------ |
| tuntu                                                | -ssur                          | -qatar                         | -ni                            | -ksaite                        | -ngqiggte                      | -uq                            |
| ren                                                  | vâna                           | FUT                            | zice                           | NEG                            | din nou                        | 3SG.IND                        |
| "Nu mai spusese încă o dată că urma să vâneze reni." |                                |                                |                                |                                |                                |                                |

Cu excepția morfemului tuntu „ren”, niciunul dintre celelalte morfeme nu poate apărea izolat.
În timp ce limbile izolante au un raport redus de morfeme pe cuvânt, limbile polisintetice au un raport foarte ridicat. Nu există o definiție unanim acceptată a polisintezei. În general, limbile polisintetice au acord polipersonal, deși unele limbi aglutinante care nu sunt polisintetice, cum ar fi basca, maghiara și georgiana, îl au. Unii autori aplică termenul de polisintetic limbilor cu un raport mare de morfeme per cuvânt, dar alții îl folosesc pentru limbi care sunt puternic centrate pe marcarea nucleului sau care folosesc frecvent incorporarea substantivelor.
Limbile polisintetice pot fi aglutinante sau flexionare, în funcție de faptul dacă un afix codifică una sau mai multe categorii gramaticale.
În același timp, întrebarea dacă o anumită limbă poate fi considerată polisintetică este complicată de faptul că granițele dintre morfeme și cuvinte nu sunt întotdeauna clare, iar unele limbi pot fi foarte sintetice într-un domeniu, dar mai puțin sintetice în altele (de exemplu, verbele și substantivele din limbile athabaskane sudice sau limbile inuite). Multe limbi polisintetice prezintă sisteme complexe de evidențialitate și/sau mirativitate în verbele lor.
Termenul a fost inventat de Peter Stephen Du Ponceau, care considera polisinteza, caracterizată prin cuvinte-propoziție și incorporarea substantivelor, o trăsătură definitorie a tuturor limbilor indigene din Americi. Această caracterizare s-a dovedit a fi greșită, deoarece multe limbi amerindiene nu sunt polisintetice, însă este adevărat că limbile polisintetice nu sunt distribuite uniform în lume, fiind mai frecvente în Americi, Australia, Siberia și Noua Guinee; totuși, există exemple și în alte regiuni. Conceptul a devenit parte din tipologia lingvistică odată cu lucrările lui Edward Sapir, care l-a folosit ca una dintre categoriile sale tipologice de bază. Recent, Mark C. Baker a propus definirea formală a polisintezei ca un macro-parametru în cadrul teoriei de principii și parametrii ai gramaticii, formulată de Noam Chomsky. Alți lingviști pun însă la îndoială utilitatea fundamentală a conceptului în tipologie, întrucât acoperă numeroase tipuri morfologice distincte, care nu au multe în comun.

## Semnificație
În lingvistică, un cuvânt este definit ca o unitate de sens care poate apărea de sine stătător într-o propoziție și care poate fi rostită izolat. Cuvintele pot fi simple, formate dintr-o singură unitate de sens, sau complexe, formate prin combinarea mai multor unități mici de sens, numite morfeme. Într-un sens general, non-teoretic, limbile polisintetice sunt acele limbi care prezintă un grad ridicat de sinteză morfologică și care tind să formeze cuvinte lungi și complexe, alcătuite din lanțuri de morfeme, inclusiv morfeme derivaționale și flexionare. O limbă este considerată „sintetică” sau „sintetizatoare” dacă tinde să aibă mai mult de un morfem per cuvânt, iar o limbă polisintetică este una care are un raport foarte ridicat de morfeme per cuvânt. Inițial, conceptul era folosit doar pentru a descrie acele limbi care pot forma cuvinte lungi corespunzătoare unei întregi propoziții în engleză sau în alte limbi indo-europene, iar termenul este folosit cel mai frecvent și astăzi pentru a desemna aceste „cuvinte-propoziție”.
Adesea, polisinteza este obținută atunci când limbile au acord gramatical extins între verbe și argumentele lor, astfel încât verbul este marcat pentru acordul cu subiectul și cu complementul. În acest mod, un singur cuvânt poate codifica informații despre toate elementele unei propoziții tranzitive. În limbile indo-europene, verbul este, de obicei, marcat doar pentru acordul cu subiectul (de exemplu, în spaniolă hablo „vorbesc”, unde terminația -o marchează acordul cu subiectul la persoana I singular), însă în multe limbi verbele sunt marcate și pentru obiect (de exemplu, în kiswahili cuvântul nakupenda „te iubesc”, unde prefixul n- marchează acordul cu subiectul la persoana I singular, iar prefixul ku- marchează acordul cu obiectul la persoana a II-a singular).
Multe limbi polisintetice combină aceste două strategii și mai dispun și de mijloace de flexionare a verbelor pentru concepte care, în limbile indo-europene, sunt exprimate de obicei prin adverbe sau adjective. Astfel, pot fi formate cuvinte extrem de complexe, ca în exemplul din limba yupik: tuntussuqatarniksaitengqiggtuq, care înseamnă „Nu mai spusese încă o dată că urma să vâneze reni.” Cuvântul este format din morfemele tuntu-ssur-qatar-ni-ksaite-ngqiggte-uq cu semnificațiile: ren-vâna-viitor-zice-negație-din nou-persoana a III-a singular, indicativ. Cu excepția morfemului tuntu „ren”, niciunul dintre celelalte morfeme nu poate apărea de sine stătător.
Un alt mod prin care se poate atinge un grad ridicat de sinteză este atunci când limbile pot forma cuvinte compuse prin incorporarea substantivelor, astfel încât întregi cuvinte pot fi încorporate în verb, așa cum se întâmplă în engleză cu babysit, unde baby este încorporat în verb.

### Exemple
Un exemplu din limba Chukchi, o limbă polisintetică, cu incorporare și aglutinare din Rusia, care are de asemenea cazuri gramaticale, spre deosebire de majoritatea limbilor polisintetice care folosesc încorporarea:
| Təmeyŋəlevtpəγtərkən   | Təmeyŋəlevtpəγtərkən | Təmeyŋəlevtpəγtərkən | Təmeyŋəlevtpəγtərkən | Təmeyŋəlevtpəγtərkən |
| ---------------------- | -------------------- | -------------------- | -------------------- | -------------------- |
| t-                     | meyŋ-                | levt-                | pəγt-                | rkən                 |
| 1S.SUBJ                | tare                 | cap                  | doare                | 1S.PRES              |
| "Mă doare tare capul." |                      |                      |                      |                      |

Din limba Ainu clasică a Japoniei, de asemenea polisintetică, cu încorporare și aglutinare:
| ウサオプㇲペ アエヤィコツ゚ィマシラㇺスィパ                                                                             | ウサオプㇲペ アエヤィコツ゚ィマシラㇺスィパ | ウサオプㇲペ アエヤィコツ゚ィマシラㇺスィパ | ウサオプㇲペ アエヤィコツ゚ィマシラㇺスィパ | ウサオプㇲペ アエヤィコツ゚ィマシラㇺスィパ | ウサオプㇲペ アエヤィコツ゚ィマシラㇺスィパ | ウサオプㇲペ アエヤィコツ゚ィマシラㇺスィパ | ウサオプㇲペ アエヤィコツ゚ィマシラㇺスィパ | ウサオプㇲペ アエヤィコツ゚ィマシラㇺスィパ | ウサオプㇲペ アエヤィコツ゚ィマシラㇺスィパ | ウサオプㇲペ アエヤィコツ゚ィマシラㇺスィパ |
| Usaopuspe aeyaykotuymasiramsuypa                                                                                      | Usaopuspe aeyaykotuymasiramsuypa          | Usaopuspe aeyaykotuymasiramsuypa          | Usaopuspe aeyaykotuymasiramsuypa          | Usaopuspe aeyaykotuymasiramsuypa          | Usaopuspe aeyaykotuymasiramsuypa          | Usaopuspe aeyaykotuymasiramsuypa          | Usaopuspe aeyaykotuymasiramsuypa          | Usaopuspe aeyaykotuymasiramsuypa          | Usaopuspe aeyaykotuymasiramsuypa          | Usaopuspe aeyaykotuymasiramsuypa          |
| --- | ----------------------------------------- | ----------------------------------------- | ----------------------------------------- | ----------------------------------------- | ----------------------------------------- | ----------------------------------------- | ----------------------------------------- | ----------------------------------------- | ----------------------------------------- | ----------------------------------------- |
| usa- | opuspe                                    | a-                                        | e-                                        | yay-                                      | ko-                                       | tuyma-                                    | si-                                       | ram-                                      | suy-                                      | pa                                        |
| diverse | zvonuri                                   | 1S                                        | APL                                       | REFL                                      | APL                                       | departe                                   | REFL                                      | inimă                                     | a legăna                                  | ITER                                      |
| "Mă întreb în legătură cu diverse zvonuri." (lit. 'Îmi tot tulbur inima departe și către mine din cauza zvonurilor.') |                                           |                                           |                                           |                                           |                                           |                                           |                                           |                                           |                                           |                                           |

Limba mexicană Nahuatl este de asemenea considerată polisintetică, cu încorporare și aglutinare. Următorul verb arată cum este marcată acțiunea pentru subiect, complement direct și complement indirect:
| Nimitztētlamaquiltīz                 | Nimitztētlamaquiltīz | Nimitztētlamaquiltīz | Nimitztētlamaquiltīz | Nimitztētlamaquiltīz | Nimitztētlamaquiltīz | Nimitztētlamaquiltīz |
| ------------------------------------ | -------------------- | -------------------- | -------------------- | -------------------- | -------------------- | -------------------- |
| ni-                                  | mits-                | teː-                 | tla-                 | maki-                | ltiː-                | s                    |
| 1S                                   | 2S                   | cineva               | ceva                 | a da                 | CAUS                 | FUT                  |
| "Voi face pe cineva să-ți dea ceva." |                      |                      |                      |                      |                      |                      |

Limba australiană Tiwi este de asemenea considerată foarte polisintetică:
| Pitiwuliyondjirrurlimpirrani        | Pitiwuliyondjirrurlimpirrani | Pitiwuliyondjirrurlimpirrani | Pitiwuliyondjirrurlimpirrani | Pitiwuliyondjirrurlimpirrani |
| ----------------------------------- | ---------------------------- | ---------------------------- | ---------------------------- | ---------------------------- |
| Pi-                                 | ti-                          | wuliyondji-                  | rrurlimpirr-                 | ani                          |
| 3P                                  | 3S.F                         | cangur mort                  | a purta pe umeri             | PST.HAB                      |
| "Ei purtau cangurul mort pe umeri." |                              |                              |                              |                              |

Și limba irocheză Mohawk:
| Sahonwanhotónkwahse           | Sahonwanhotónkwahse | Sahonwanhotónkwahse | Sahonwanhotónkwahse | Sahonwanhotónkwahse | Sahonwanhotónkwahse |
| ----------------------------- | ------------------- | ------------------- | ------------------- | ------------------- | ------------------- |
| sa-                           | honwa-              | nhoton-             | kw-                 | a-                  | hse                 |
| din nou                       | PAST                | 3S.F>2S.M           | ușă deschisă        | invers              | pentru.PERF         |
| "Ea i-a deschis ușa din nou." |                     |                     |                     |                     |                     |